# Янга-Юл
Янга-Юл — посёлок в Верхнеуслонском районе Татарстана. Входит в состав Шеланговского сельского поселения.

## География
Находится в западной части Татарстана на расстоянии приблизительно 21 км на юг от районного центра села Верхний Услон в 5 км от Куйбышевского водохранилища.

## История
Основан в 1920-х годах.

## Население
Постоянных жителей было в 1938 году — 266, в 1949 — 278, в 1958 — 221, в 1970 — 272, в 1979 — 159, в 1989 — 102. Постоянное население составляло 118 человек (татары 93 %) в 2002 году, 111 — в 2010.